# Rektor-Bach-Hauptschule
Die Rektor-Bach-Hauptschule war bis 2010 eine Hauptschule in Hermeskeil in Rheinland-Pfalz.

## Geschichte
Die Hauptschule wurde im Jahr 1969 aufgrund des neuen rheinland-pfälzischen Schulgesetzes von 1968 geplant und in den Folgejahren gebaut. Den ersten Spatenstich führte der damalige rheinland-pfälzische Ministerpräsident und spätere deutsche Bundeskanzler Helmut Kohl im Jahr 1970 durch, im Jahr 1972 konnte Richtfest gefeiert werden.
Am 8. August 1973 begann die Schule als neunklassige Hauptschule Hermeskeil mit 740 Schülern in 22 Klassen den Betrieb. Von Beginn an zählte eine freiwillige zehnte Klasse zum Angebot der Schule. Der erste Schulleiter war Rektor Marx. Im Folgejahr konnte eine eigene Turnhalle in Betrieb genommen werden. Noch 1974 ging die Schulleitung an Rektorin Scherf über, da der bisherige Rektor zum Schulrat in Trier ernannt wurde. 1980 begann an der Hauptschule ein Schulversuch mit einem musisch-kulturellen Schwerpunkt. Im Jahr 1995 erhielt die Schule den neuen Namen Rektor-Bach-Hauptschule. Im August 2001 wurde die Schule offizielle Ganztagesschule.
Seit dem Schuljahr 2010/2011 bilden die Rektor-Bach-Hauptschule und die Erich Kästner Realschule die Integrierte Gesamtschule Hermeskeil.

## Erfolge in Wettbewerben
- Bereits im Jahr 1974 nahm die Schule am Wettbewerb Jugend trainiert für Olympia teil und erreichte das Finale in Berlin.
- In Aufsatz- und Plakatwettbewerben wurden erste Preise errungen[3].
- 1978 siegten die Turner der Schule wiederholt beim Landesentscheid Jugend trainiert für Olympia.
- 1978 gewann der Schulchor am Schülermusikwettbewerb Rheinland-Pfalz in Wittlich den 4. Platz. Die Teilnehmer waren seinerzeit noch nicht in verschiedene Kategorien wie Chor, Orchester und Gesang mit Instrumentalbegleitung eingeteilt.
- 1984 gewann die Schülerzeitung Durchblick beim Wettbewerb der Sparkassen den zweiten Preis.

## Medien
Im Jahr 1977 wurde im Südwestfunk eine Sendung zum Thema Jugendschutz aus der Hauptschule Hermeskeil gesendet.